# Мадона дел Соле (Анкона)
Мадона дел Соле је насеље у Италији у округу Анкона, региону Марке.
Према процени из 2011. у насељу је живело 105 становника. Насеље се налази на надморској висини од 206 м.